# 立法院民主時刻館
立法院民主時刻館是位於台灣臺中市的博物館，由立法院中南部服務中心管理。2021年10月31日利用立法院民主議政園區原臺灣省議會議事大樓成立，其中原省議會議事堂打造為「民主劇場」，播映臺灣民主發展歷史，並設置時光之環、民主浪潮、選舉擂台、議政風雲、民主之鄉、公民參與等6個展間，自詡為華人圈第一座以「民主」為主題的歷史博物館，講述臺灣百年來對民主、自由與人權的追求。     

## 展間資訊

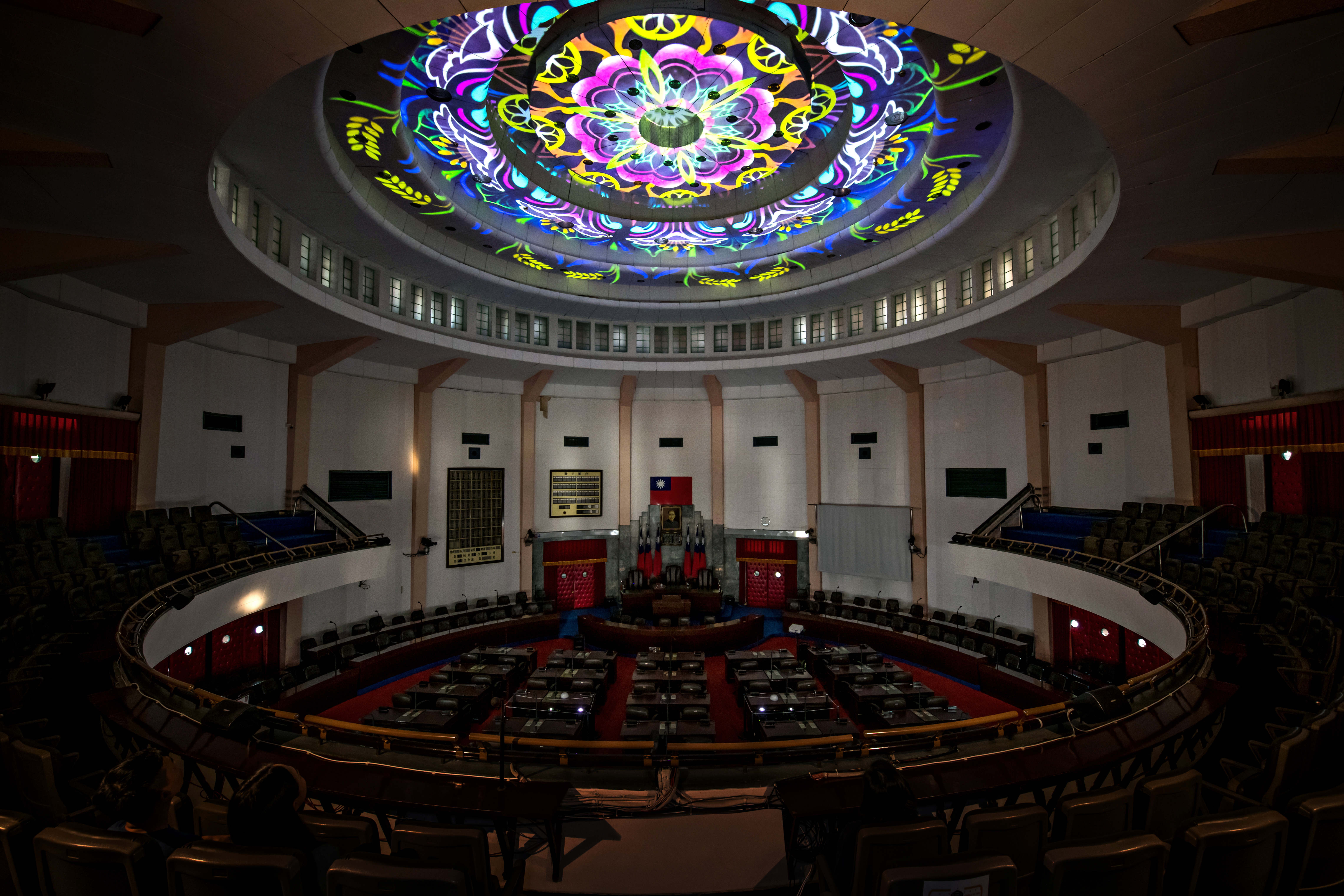
位於原省議會議事堂的民主劇場

### 民主劇場
利用原臺灣省議會議事堂，以4具超大流明投影機，將臺灣民主發展重要歷史場景投射於議事堂半圓形穹頂，劇場播出兩部影片，第一部利用照片依年序，將臺灣重要民主場景逐一介紹，另一部動畫影片，則是援引臺中膠彩畫家林之助膠彩畫風格、筆觸、色澤作為動畫參考元素，製作出「民主時刻 百年追求」主題訴求。

### 時光之環

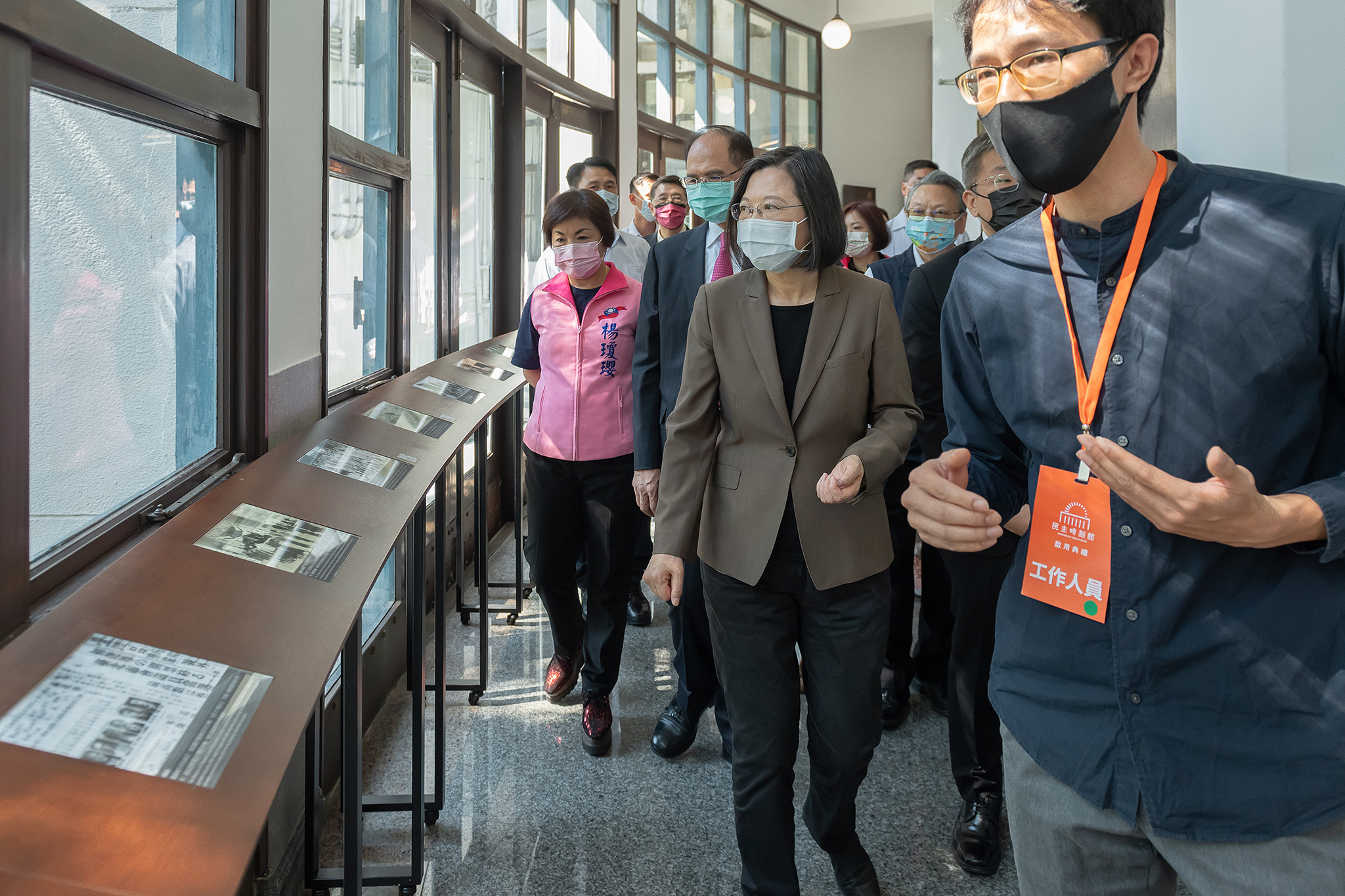
時光之環展場位於環繞議事堂的迴廊

展場從荷西、清治時期，民眾尚不知何為民主講起；進入日治時期，林獻堂、蔣渭水等人，開始進行文化啟蒙與民主運動，1935年臺灣第一次選舉因此誕生；國民政府播遷來臺後，著眼於臺灣省議會的發展，並講述在威權統治時期，臺灣人一波波爭取民主的故事。

### 民主浪潮
展示林獻堂的大幅照片表彰他對臺灣民主的貢獻，並透過展品講述謝文達在1923年的「臺灣議會設置請願運動」中，在東京上空投放傳單的故事，並展示各時代的地下刊物，暗流存續民主思想，也以模型與互動裝置講述美麗島事件、野百合學運等重要民主歷程，帶領臺灣最後民主開花。

### 競選擂台
以各式的選舉文物（如郭國基的競選車輛模型），傳達每個時期選舉文化與特色，展間也蒐集國外媒體中，關於臺灣選舉的報導，讓旅客瞭解外國人如何看待臺灣的選舉與民主。展間也設置「選舉戰車」互動遊戲。

### 議政風雲
1946年成立的臺灣省議會在早期扮演著民主之聲，後因體制的改革，漸漸轉為臺灣民主歷史的守護者，而承襲代議政治重任的立法院，擔任起人民之聲，繼續為民發聲。

### 公民參與
展示臺灣第一次選舉「1935年臺灣市會及街庄協議會員選舉」、1950年第一屆縣市長選舉、2004年公民投票法通過，講述臺灣民主投票的歷程。

### 民主之鄉
從臺中霧峰的地理位置為中心，輔以霧峰林家花園、光復新村、中興新村等景點，說明霧峰足以成為臺灣民主百年發展的縮影。

## 參觀資訊
| 星期 | 開館時間                | 備註           |
| ---- | ----------------------- | -------------- |
| 週一 | 整日休館                | 每週一不開放。 |
| 週二 | 9:00-12:00、14:00-17:00 |                |
| 週三 | 9:00-12:00、14:00-17:00 |                |
| 週四 | 9:00-12:00、14:00-17:00 |                |
| 週五 | 9:00-12:00、14:00-17:00 |                |
| 週六 | 9:00-16:00              |                |
| 週日 | 9:00-16:00              |                |

休館日
1、 每週一(若為國定假日或補假日則照常開放，開放時間比照假日)
2、 春節(小年夜至大年初三)、清明節、端午節、中秋節休館
民主劇場播放時間
開館日的
平日上午09:30、11:00、14:30、16:00
假日上午09:30、10:30、11:30、13:30、14:30、15:30

## 佚事
民主時刻館展出一張日治時代的伍圓骨董紙鈔，說明日本政府於1935年首度賦予臺灣住民自治權，並舉辦臺灣史上第一次選舉，但僅允許25歲以上、年繳五圓稅額的成年男子才有投票權。但該紙鈔竟於2022年1月7日被偷走，後經警方追查終於在2022年1月24日找回並放回原處。